# سمورچه کهتر
سمورچه کهتر (نام علمی: Tamias minimus) نام یک گونه از سرده سمورچه است.